# Lophophorus lhuysii
El monal coliverde, también faisán monal chino o lofóforo chino (Lophophorus lhuysii) es una especie de ave galliforme de la familia Phasianidae que habita en  las montañas del centro de China. 
El nombre científico, lhuysii , conmemora el estadista francés Édouard Drouyn de Lhuys.

## Descripción
Es el más grande de los tres monales y por su masa, es uno de los faisanes más grandes, después del meleagris, el pavo muticus y el pavo cristatus. Los machos miden 76-80 cm de longitud, mientras que las hembras miden 72-75 cm. El peso medio es de, 3,18 kg.
El macho tiene plumaje muy iridiscente; su gran penacho caído es de color púrpura, el resto de la cabeza es de color verde metálico, con una carúncula azul alrededor de los ojos, un manto de oro rojizo, plumas verdes azuladas y partes inferiores de color negro. La hembra es de color marrón oscuro con blanco en su garganta.
Debido a la pérdida continua de hábitat, la degradación, su rango limitado y la caza ilegal, el monal chino se evalúa como Vulnerable en la Lista Roja de Especies Amenazadas. Está incluido en el Apéndice I de la CITES .